# Cubillos de Losa
Cubillos de Losa es una localidad situada en la provincia de Burgos, comunidad autónoma de Castilla y León (España), comarca de Las Merindades, partido judicial de Villarcayo, ayuntamiento de Junta de Traslaloma.

## Geografía
Situado 10 km al oeste de Castrobarto, capital del municipio; 19 de Villarcayo, cabeza de partido, y 94 de Burgos. 
Autobús Burgos-Espinosa de los Monteros en Quintanilla de Pienza, a 3 km.

## Situación administrativa
En la actualidad, el alcalde pedáneo es Miguel Fernández Galaz (2013).

## Demografía
Evolución de la población
| Gráfica de evolución demográfica de Cubillos de Losa entre 2000 y 2017 |
|                                                                        |
| Población de derecho (2000-2017) según el padrón municipal del INE     |

## Historia
Lugar de la Junta de Traslaloma en la  Merindad de Losa perteneciente al  Corregimiento de las Merindades de Castilla la Vieja, jurisdicción de realengo con regidor pedáneo.
A la caída del Antiguo Régimen queda agregado al ayuntamiento constitucional de Junta de Traslaloma, en el partido de Villarcayo perteneciente a la región de Castilla la Vieja.

## Parroquia
Iglesia parroquial de San Juan Bautista, en el Arciprestazgo de Medina de Pomar, diócesis de Burgos. Dependen las localidades de Barriosuso de Medina, Céspedes, Recuenco, Riba de Medina y Tabliega.